# Margherita Hack
Margherita Hack, també coneguda com l’amiga de les estrelles (Florència, 12 de juny de 1922 - Trieste, 29 de juny de 2013), fou una astrofísica italiana que va destacar per la seva tasca de divulgació científica. També fou una destacada activista política.

## Família i estudis
Magherita Hack va néixer a Florència. El seu avi patern era helveticoalemany. El seu pare era de religió protestant i comptable de professió. La seva mare era catòlica i treballava com a miniaturista a la Galleria degli Uffizi. Als onze anys va conèixer Aldo De Rosa, durant unes vacances. Deu anys més tard, el 1943, es van tornar a trobar a la Universitat de Florència. Ell era estudiant de Lletres i ella de Física. Un any més tard es van casar. Es va graduar en Física  a la Universitat de Florència el 1945. Va fer la seva tesi a l’Observatori Astronòmic d'Arcetri sobre les cefeides, un tipus d'estrelles variables. Allà va començar a treballar en el camp de l'espectroscòpia astronòmica, que seria el seu principal camp d’investigació.

## Activitat científica
Va impartir classes d’astronomia a l'Observatori Astronòmic d’Arcetri, fins al 1954, quan va demanar el trasllat a l'Observatori Astronòmic de Merate. Alhora impartia classes d'astrofísica i radioastronomia a l’Institut de Física de la Universitat de Milà i col·laborava amb altres universitats d’arreu del món. Va treballar amb la Universitat de Berkeley, amb l'Institut d’Estudis avançats de Princeton, amb l'Institut d’Astrofísica de París, amb la Universitat de la ciutat de Mèxic i moltes altres institucions internacionals. Entre 1964 i 1987 va dirigir l'Observatori Astronòmic de Trieste. Des de 1964, fins a 1997, va treballar també com a professora a la Universitat de Trieste, on va coordinar el Departament d'Astronomia entre 1985 i 1991 i, posteriorment, entre 1994 i 1997. També va col·laborar amb l'Agència Espacial Europea i amb la NASA. Va formar part de les societats físiques i astronòmiques més rellevants.
Va escriure nombrosos textos divulgatius i llibres científics sobre astronomia general i sobre espectroscòpia astronòmica. Després de la seva jubilació, l'any 1997, va continuar dirigint del Centre Interuniversitari Regional d’Astrofísica i Cosmologia de Trieste i va seguir amb la seva tasca de divulgació de l’astrofísica.

## Activitat social i política
Margherita Hack va ser candidata en diverses ocasions en eleccions al Parlament italià amb el Partit Comunista. Va ser una lluitadora contra qualsevol tipus de discriminació i, des del punt de vista religiós, es definia com a atea.

## Obres
Va escriure prop de 400 publicacions científiques en revistes de tot el món. De les seves obres de divulgació científica cal destacar:
- L'universo violento della radio-astronomia, Milano, Edizioni scientifiche e tecniche Mondadori, 1983.
- L'universo alle soglie del Duemila, Milano, Rizzoli, 1992. ISBN 88-17-84148-X; 1995. ISBN 88-17-11664-5.
- Cataclysmic Variables and Related Objects, amb Constanze la Dous, Paris-Washington D.C., Centre National de la Recherche Scientifique-National Aeronautics and Space Administration, 1993.
- Una vita tra le stelle, Roma, Di Renzo, 1995. ISBN 88-86044-42-9.
- L'amica delle stelle. ...Storia di una vita..., Milano, Rizzoli, 1998. ISBN 88-17-85256-2.
- Vi racconto l'astronomia, amb Loris Dilena i Aline Cendon, Roma-Bari, Laterza, 2002. ISBN 88-420-6755-5.
- Dove nascono le stelle, Milano, Sperling & Kupfer, 2004. ISBN 88-200-3625-8.
- Qualcosa di inaspettato. I miei affetti, i miei valori, le mie passioni, amb Mauro Scanu, Roma-Bari, Laterza, 2004. ISBN 88-420-7423-3.
- L'universo di Margherita. Storia e storie di Margherita Hack, amb Simona Cerrato, Trieste, Editoriale Scienza, 2006. ISBN 88-7307-313-1.
- Il mio zoo sotto le stelle, amb Bianca Pauluzzi, Roma, Di Renzo, 2007. ISBN 88-8323-191-0.
- L'universo nel terzo millennio, Milano, BUR, 2007. ISBN 978-88-17-01508-0.
- Le mie favole. [Da Pinocchio a Harry Potter (passando per Berlusconi)], Roma, Edizioni dell'Altana, 2008. ISBN 88-86772-42-4.
- Libera scienza in libero stato, Milano, Rizzoli, 2010. ISBN 978-88-17-03836-2.
- La mia vita in bicicletta, Portogruaro, Ediciclo, 2011. ISBN 978-88-654-9025-9.
- Il mio infinito. Dio, la vita e l'universo nelle riflessioni di una scienziata atea, Milano, Dalai, 2011. ISBN 978-88-607-3678-9.
- Nove vite come i gatti. I miei primi novant'anni laici e ribelli, amb Federico Taddia, Milano, Rizzoli, 2012. ISBN 978-88-17-04755-5.